# Paseo Las Mercedes
El Centro Comercial Paseo Las Mercedes es un centro comercial ubicado en Caracas, Venezuela. Su construcción finalizó en 1974, junto con el Hotel Holiday Inn, diseñado por el arquitecto Jimmy Alcock entre 1969 a 1971. El centro comercial incluye al Trasnocho Cultural, un espacio cultural inaugurado el 4 de octubre de 2001 que ofrece una amplia variedad de actividades artísticas y culturales. Cuenta con salas de cine que proyectan filmes nacionales como internacionales, así como obras de teatro, galerías de arte, exposiciones, eventos literarios, conferencias, foros y talleres. Además, mantiene un convenio con la Alcaldía de Baruta para actividades académicas municipales.

## Véase también

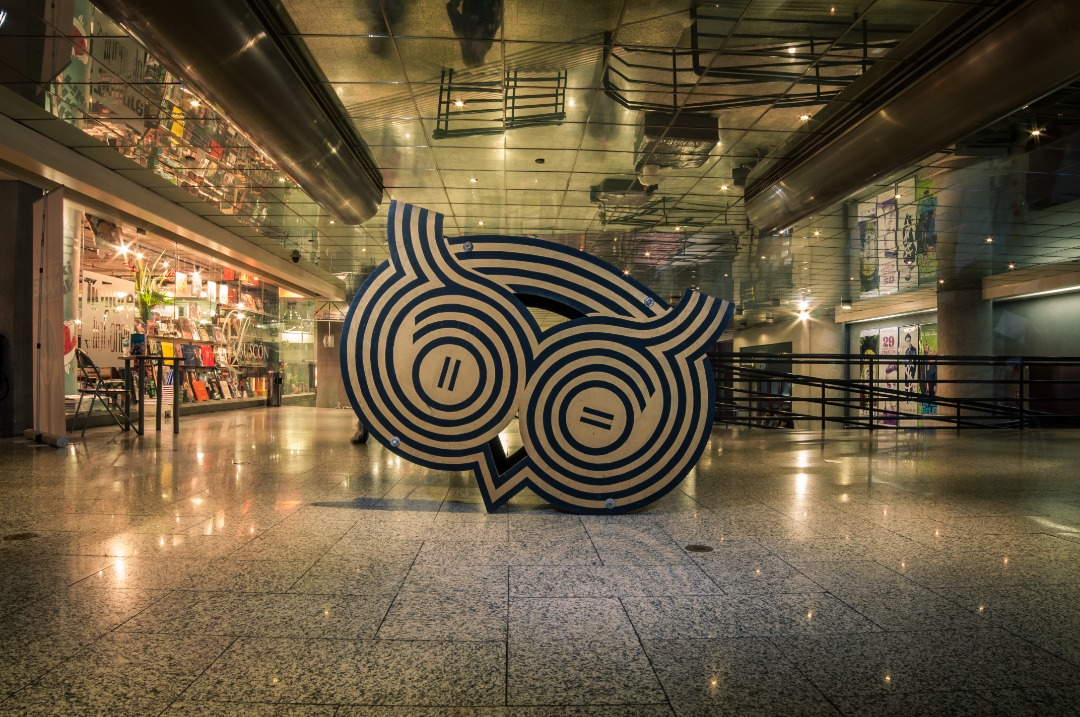
Logo de Trasnocho Cultural en el Centro Comercial Paseo Las Mercedes.